# Иље Санчез
Иље Санчез Фарес (шп. Ilie Sánchez Farrés; рођен 21. новембра 1990) је шпански професионални фудбалер који игра на позицији задњег везног играча америчког фудбалског клуба Лос Анђелес.
Формиран у Барселони, где је био само на клупи, већи део своје каријере провео је у МЛС лиги, одигравши преко 180 наступа за Спортинг Канзас Сити и ФК Лос Анђелес. Освојио је Куп САД са првим клубом 2017. године и Штит навијача и МЛС куп са другим клубом 2022. године.

## Клупска каријера

### Барселона Б
Санчез, који је рођен у Барселони, у Каталонији, као омладинац је представљао неколико клубова, укључујући ФК Барселону од 7 до 9 година, враћајући се у Ла Масију 2007. године. У сезони 2009–10 је дебитовао у трећем рангу шпанског првенства, Сегунди Дивизији Б, дајући допринос у 22 утакмице (један гол)  пошто се Б тим вратио у други ранг, Сегунду Дивизију, након 11 година одсуства.
Санчеза, који је углавном играо као задњи везиста, је поновно претворио у десног бека менаџер Луис Енрике, бивши играч Барселоне. Такође га је позвао Пеп Гвардиола за предсезону првог тима 2010.

### Минхен 1860
11. јуна 2014, Санчез и његов саиграч Еду Бедија потписали су за ФК Минхен 1860 из Немачке 2. Бундеслиге. Дебитовао је у лиги на отварању сезоне, поразом у гостима са 3-2 против Кајзерслаутерна, и постигао је свој једини гол 26. септембра да би помогао у победи на домаћем терену од 2:0 против Гројтер Фирта.
Менаџер Торстен Фролинг оценио је да је Санчез био вишак у односу на захтеве на почетку сезоне 2015–16, а 31. августа је позајмљен Елчеу, који је у другом рангу Шпаније. Постигао је један гол и победник пенала у победи на домаћем терену над Осасуном 8. новембра, са резултатом 2-1. Убрзо, након повратка у матични клуб, његов уговор је обострано поништен.

### Спортинг Канзас Сити
13. јануара 2017, Санчез је прешао у амерички фудбалски клуб, Спортинг Канзас Сити, на основу двогодишњег уговора. 20. септембра је играо финале Купа САД, када је његов тим у финалу савладао Њујорк Ред Булсе резултатом 2-1; пар дана касније, зарадио је амерички зелени картон који га је квалификовао као домаћег играча за потребе МЛС листе.
Санчез је именован у Ол-стар тиму на крају сезоне 2018. као признање за његову игру, посебно рангирање у првих пет у скоро свакој статистици или метрици пролаза и средине терена. 2019. године, учествовао је у трци Канзас Ситија ка полуфиналу КОНКАКАФ Лиге шампиона, постигавши голове у нокаут утакмицама против Депортиво Толуке и Индепендијенте де ла Чорера. 29. септембра те године, искључен је док је досудио једанаестерац након којег су Портланд Тимберси ремизирали 2-2 у Спортинг Парку.
У августу 2021. године, Санчез је преузео улогу помоћног тренера за екипу млађу од 14 година, као део свог курса за Б лиценцу у америчком програму за образовање фудбалског тренера. Након овогодишње сезоне, његова опција уговора је одбијена.

### ФК Лос Анђелес
12. јануара 2022. године, Санчез је потписао двогодишњи уговор са ФК Лос Анђелесом. Постигао је свој први гол 2. априла, савладавши Орландо Сити, резултатом 4-2 , јединој у сезони у којој је његов тим освојио Штит навијача; а пропустио је само једну утакмицу, када је добио црвени картон када је његов тим поражен са 2-1 од Сан Хозе Ертквејкса 20. августа. 5. новембра постигао је одлучујући гол у победи из пенала над Филаделфија Унионом и тако обезбедио тиму први МЛС куп.

## Лични живот
Санчезов старији брат, Јуриј, био је у омладинским редовима Корнеље у исто време када и он, као предњи везиста. Пошто му се није придружио као колега професионалац, постао је економиста након што је дипломирао на Универзитету у Барселони.
2023. године, Санчез је постао држављанин Сједињених Америчких Држава.

## Статистика каријере
| Клуб                 | Сезона            | Лига               | Лига    | Лига   | Национални куп | Национални куп | Континентални куп | Континентални куп | Остали           | Остали | Укупно  | Укупно |
| Клуб                 | Сезона            | Ранг               | Наступи | Голови | Наступи        | Голови         | Наступи           | Голови            | Наступи          | Голови | Наступи | Голови |
| -------------------- | ----------------- | ------------------ | ------- | ------ | -------------- | -------------- | ----------------- | ----------------- | ---------------- | ------ | ------- | ------ |
| Барселона Б          | 2009–10           | Трећа шпанска лига | 17      | 1      | —              | —              | —                 | —                 | 5                | 0      | 22      | 1      |
| Барселона Б          | 2010–11           | Ла Лига 2          | 24      | 1      | —              | —              | —                 | —                 | —                | —      | 24      | 1      |
| Барселона Б          | 2011–12           | Ла Лига 2          | 1       | 0      | —              | —              | —                 | —                 | —                | —      | 1       | 0      |
| Барселона Б          | 2012–13           | Ла Лига 2          | 29      | 0      | —              | —              | —                 | —                 | —                | —      | 29      | 0      |
| Барселона Б          | 2013–14           | Ла Лига 2          | 38      | 0      | —              | —              | —                 | —                 | —                | —      | 38      | 0      |
| Барселона Б          | Укупно            | Укупно             | 109     | 2      | —              | —              | —                 | —                 | 5                | 0      | 114     | 2      |
| Минхен 1860          | 2014–15           | 2. Бундеслига      | 24      | 1      | 2              | 0              | —                 | —                 | —                | —      | 26      | 1      |
| Елче (позајмица)     | 2015–16           | Ла Лига 2          | 27      | 1      | 1              | 0              | —                 | —                 | —                | —      | 28      | 1      |
| Спортинг Канзас Сити | 2017              | МЛС                | 33      | 0      | 5              | 0              | —                 | —                 | 1[lower-alpha 3] | 0      | 39      | 0      |
| Спортинг Канзас Сити | 2018              | МЛС                | 34      | 4      | 3              | 0              | —                 | —                 | 4[lower-alpha 3] | 1      | 41      | 5      |
| Спортинг Канзас Сити | 2019              | МЛС                | 32      | 2      | 1              | 0              | 6                 | 2                 | —                | —      | 39      | 4      |
| Спортинг Канзас Сити | 2020              | МЛС                | 15      | 0      | —              | —              | —                 | —                 | 2[lower-alpha 3] | 1      | 17      | 1      |
| Спортинг Канзас Сити | 2021              | МЛС                | 30      | 1      | —              | —              | 1                 | 0                 | 2[lower-alpha 3] | 0      | 33      | 1      |
| Спортинг Канзас Сити | Укупно            | Укупно             | 144     | 7      | 9              | 0              | 7                 | 2                 | 9                | 2      | 169     | 11     |
| ФКЛА                 | 2022              | МЛС                | 33      | 1      | 2              | 0              | —                 | —                 | 3                | 0      | 38      | 1      |
| ФКЛА                 | 2023              | МЛС                | 23      | 1      | 0              | 0              | 8[lower-alpha 4]  | 0                 | 0                | 0      | 31      | 1      |
| ФКЛА                 | Укупно            | Укупно             | 56      | 2      | 2              | 0              | 8                 | 0                 | 3                | 0      | 69      | 2      |
| Укупно у каријери    | Укупно у каријери | Укупно у каријери  | 360     | 13     | 14             | 0              | 15                | 2                 | 17               | 2      | 406     | 17     |

## Почасти
Спортинг Канзас Сити
- Куп САД: 2017. [19]

ФК Лос Анђелес
- МЛС куп: 2022. [32]
- Штит навијача: 2022 [29]

Појединачно
- МЛС Ол-стар: 2018,[21] 2022 [34]